# Albert Lieven
Albert Fritz Liévin, né le 22 juin 1906 à Hohenstein, arrondissement d'Osterode-en-Prusse-Orientale (de) (province de Prusse-Orientale) et mort le 22 décembre 1971 à Londres (Angleterre), est un acteur allemand, connu comme Albert Lieven.

## Biographie
Albert Lieven débute en Allemagne au théâtre et au cinéma, où ses deux premiers films sortent en 1932, dont la version allemande de À moi le jour, à toi la nuit (réalisée par Ludwig Berger, avec Käthe von Nagy et Willy Fritsch). En 1936, son épouse d'alors étant de confession juive, le couple fuit le nazisme et s'installe en Angleterre.
Ainsi, l'acteur poursuit dans son pays d'adoption sa carrière sur les planches (notamment à Londres) et contribue à des films britanniques, dont Colonel Blimp de Michael Powell et Emeric Pressburger (1943, avec Roger Livesey et Deborah Kerr), Hôtel Sahara de Ken Annakin (1951, avec Yvonne De Carlo et Peter Ustinov) et Les Vainqueurs de Carl Foreman (1963, avec Vince Edwards et Albert Finney).
À partir de 1951, il tourne à nouveau dans son pays natal et parmi ses films allemands de cette seconde période, on peut citer Le Général du Diable d'Helmut Käutner (1955, avec Curd Jürgens et Viktor de Kowa), ainsi que Le Joueur d'échecs de Gerd Oswald (1960, avec Curd Jürgens et Claire Bloom).
Le dernier de ses quatre-vingt-deux films sort en 1970. Il meurt à Londres l'année suivante (1971), à 65 ans.
À la télévision (allemande et britannique), Albert Lieven apparaît dans trente-trois téléfilms (certains d'origine théâtrale) dès 1939 et jusqu'en 1971. S'ajoutent dix séries (diffusion entre 1958 et 1972, donc posthume), notamment Chapeau melon et bottes de cuir (un épisode, 1965).
Il est le grand-père maternel du joueur de rugby à XV Toby Flood (né en 1985), à la suite de son troisième mariage (1949-1953, divorce) avec l'actrice Susan Shaw (1929-1978).

## Filmographie partielle

### Cinéma
- 1932 : À moi le jour, à toi la nuit (Ich bei Tag und du bei Nacht) de Ludwig Berger (version allemande de À moi le jour, à toi la nuit) : Wolf (Charles dans la version française, rôle tenu par Georges Flamant)
- 1933 : Reifende Jugend de Carl Froelich : Knud Sengebusch
- 1936 : La Kermesse héroïque (Die klugen Frauen) de Jacques Feyder (version allemande de La Kermesse héroïque) : Johann Bruegel (Jean Bruegel dans la version française, rôle tenu par Bernard Lancret)
- 1937 : La Reine Victoria (Victoria the Great) d'Herbert Wilcox : petit rôle
- 1940 : Train de nuit pour Munich (Night Train to Munich) de Carol Reed : un garde du camp de concentration
- 1942 : The Big Blockade de Charles Frend : Gunter
- 1942 : Le Jeune Monsieur Pitt (The Young Mr. Pitt) de Carol Reed : Talleyrand
- 1943 : Colonel Blimp (The Life and Death of Colonel Blimp) de Michael Powell et Emeric Pressburger : Von Ritter
- 1943 : The New Lot de Carol Reed : un soldat tchèque
- 1945 : Le Septième Voile (The Seventh Veil) de Compton Bennett : Maxwell Leyden
- 1946 : Amour tragique (Beware of Pity) de Maurice Elvey
- 1947 : Frieda de Basil Dearden : Richard Mannsfeld
- 1949 : Marry Me! de Terence Fisher : Louis Renier
- 1951 : Hotel Sahara de Ken Annakin : Lieutenant Günther von Heilicke
- 1953 : Aventures à Berlin (Desperate Moment) de Compton Bennett : Paul Ravitch alias Schleger
- 1953 : La Rose de Stamboul (Die Rose von Stambul) de Karl Anton
- 1955 : Le Général du diable (Des Teufels General) d'Helmut Käutner : Colonel Friedrich Eilers
- 1956 : Londres appelle Pôle Nord (Londra chiama Polo Nord) de Duilio Coletti (film italien) : Matt
- 1956 : Qui perd gagne (Loser Takes All) de Ken Annakin : le directeur de l'hôtel
- 1959 : Cri d'angoisse (Subway in the Sky) de Muriel Box : Carl
- 1960 : Les Conspiratrices (Conspiracy of Hearts) de Ralph Thomas : Colonel Horsten
- 1960 : Le Joueur d'échecs (Schachnovelle) de Gerd Oswald : Hartmann
- 1960 : Foxhole in Cairo de John Llewellyn Moxey : Erwin Rommel
- 1961 : Les Canons de Navarone (The Guns of Navarone) de J. Lee Thompson : un commandant allemand
- 1961 : Le Narcisse jaune intrigue Scotland Yard (Das Geheimnis der gelben Narzissen) d'Ákos Ráthonyi : Raymond Lyne
- 1963 : Les Vainqueurs (The Victors) de Carl Foreman : Herr Metzger
- 1970 : Die Feuerzangenbowle (de) d'Helmut Käutner : un participant au punch

### Télévision
(téléfilms, sauf mention contraire)
- 1946 : La Dame de pique (The Queen of Spades) de John Glyn-Jones : Lieutenant Hermann Staeker
- 1958 : Die Abiturientin de Georg Marischka : Dr Stefan Hoffenreich
- 1959 : Le Patriote (Der Patriot) de Rudolph Cartier : Comte Pahlen, gouverneur de Saint-Pétersbourg
- 1961 : Anna Karénine (Anna Karenina) de Rudolph Cartier : Alexis Karénine
- 1962 : Der Kronanwalt de Rudolph Cartier : Thomas Morland
- 1963 : Dumala de Walter Rilla : Behrent von Rast
- 1964 : Briefe eines toten Dichters de Rudolph Cartier : Paul Morrison
- 1965 : Wilkommen in Altamont de Frank Wisbar : Reeves Jordan
- 1965 : Chapeau melon et bottes de cuir (première série, The Avengers), saison 4, épisode 9 Dans sept jours, le déluge (A Surfeit of H²O) de Sidney Hayers : Dr Sturm
- 1965 : Tatort de Rudolf Jugert : un inspecteur
- 1966 : Samba de William Dieterle : l'homme de Rio
- 1968 : L'Affaire du bébé Lindbergh (Kidnap – Die Entführung des Lindbergh-Babys) d'Helmut Ashley : l'avocat Sheppard
- 1969 : Amerika oder der Verschollene de Zbyněk Brynych : le maître d'hôtel

## Théâtre (sélection)
(productions jouées à Londres, sauf mention contraire)
- 1937 : La Reine Victoria (Victoria Regina), pièce de Laurence Housman
- 1940 : Jeannie, pièce d'Aimee Stuart
- 1941 : Get a Load of This, comédie musicale, musique et lyrics de Manning Sherwin et Val Guest, livret de James Hadley Chase (d'après son recueil d'histoires courtes éponyme)
- 1943 : The Lisbon Story, comédie musicale, musique d'Harry Par Davies, lyrics et livret d'Harold Purcell
- 1950 : The Birdcage, pièce de F. Tennyson Jesse et Harold Dearden (à Bath)